# Masao Maruyama (politologue)
Pour les articles homonymes, voir Maruyama.
 (décembre 2014).
Si vous disposez d'ouvrages ou d'articles de référence ou si vous connaissez des sites web de qualité traitant du thème abordé ici, merci de compléter l'article en donnant les références utiles à sa vérifiabilité et en les liant à la section « Notes et références ».
Masao Maruyama (丸山 眞男, Maruyama Masao), 22 mars 1914 - 15 août 1996, est un des principaux politistes et théoriciens politiques japonais du XXe siècle. Il a contribué notamment à l'histoire de la pensée politique au Japon.

## Biographie
Maruyama Masao est né à Osaka et est le deuxième fils du journaliste Kanji Maruyama. Il a été influencé par les amis de son père comme Hasegawa Nyozekan, un cercle d'intellectuels liés au courant libéral de la période de Taishô. Sorti diplômé du lycée d’Hibiya de Tokyo, il entra à l'université de Tokyo et fut diplômé en droit en 1937. Il reçoit un prix pour sa thèse sur 'Le concept de l'État-nation en science politique' et devient assistant dans le département de droit.
Il est au début attiré par la pensée politique en Europe mais il se concentre par la suite sur la pensée politique au Japon.